# Benzodiazepină
Benzodiazepinele reprezintă o clasă de medicamente psihotrope (psihoactive) în a căror structură chimică este prezent un nucleu benzenic fuzionat cu un nucleu de diazepină. Deoarece toate benzodiazepinele importante din punct de vedere medical prezintă și o grupare ”aril” atașată în poziția 5 a nucleului diazepinic, termenul generic ”benzodiazepine” se folosește în mod curent cu referire strictă la subcategoria 5-aril-1,4-benzodiazepinelor. Din punct de vedere farmaceutic benzodiazepinele aparțin unei categorii de medicamente cunoscute ca tranchilizante minore (anxiolitice). Primul medicament de acest gen, clordiazepoxidul („Librium”), a fost descoperit accidental de către Leo Sternbach în 1955, și a devenit disponibil în 1960. Începând cu 1963, Hoffmann–La Roche a pus pe piață și diazepamul („Valium”), una dintre cele mai cunoscute și folosite benzodiazepine. În 1977, benzodiazepinele erau cele mai prescrise medicamente la nivel global.
Câteva benzodiazepine comune sunt: alprazolamul (Xanax), diazepamul (Valium), lorazepamul (Anxiar), bromazepamul, midazolamul, tetrazepamul.

## Utilizări medicale

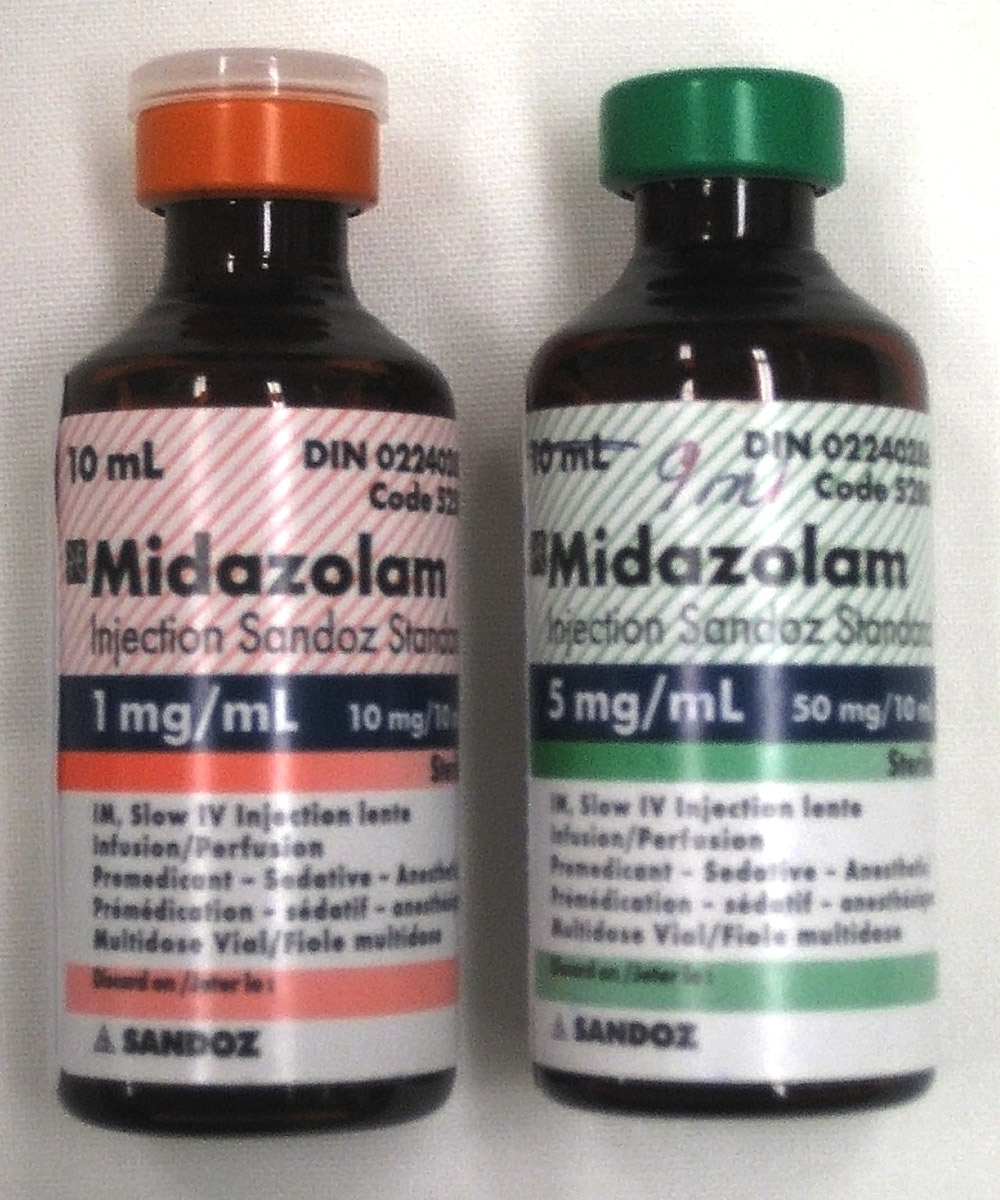
Două flacoane cu midazolam, pentru injecții (SUA), cu cantitățile 1 și respectiv 5 mg/mL

Sunt utilizate pentru tratarea unei mari varietăți de condiții medicale, precum crizele epileptice, dependența de alcool, anxietate, panică, agitație și insomnie. Majoritatea sunt administrate orale, dar există și posibilitatea de a fi administrate intravenos, intramuscular sau rectal (prin supozitoare).:189 În general, benzodiazepinele sunt bine tolerate de către pacienți și dau rezultate destul de bune pe termen scurt.

## Farmacologie

### Efectele farmacologice

#### 1.Efectele asupra activității creierului
- sedare (liniștire), hipnoză (inducerea și menținerea somnului) până la stupoare (stare patologică caracterizată de indiferență marcată față de mediu și lipsă de răspuns în absența unor stimuli foarte puternici) - aceste efecte apar, în această ordine, în funcție de doză
- amnezie anterogradă - pentru o perioadă limitată de timp ulterior adiministrării nu se vor forma noi aminitiri (aceasta este și unul dintre principalele roluri al benzodiazepinelor în medicația ”pre-anestezică” dinaintea intervenților chirurgicale efectuate sub anestezie generală). Este preponderent afectată memoria de lungă durată în raport cu cea de scurtă durată (sugerând că în este afectat procesul de transfer al amintirilor din memoria de scurtă durată în cea de lungă durată)[8]. Timpul de la administrare până la apariția unui grad de amnezie, durata până la instalarea gradului maxim de amnezie, durata totală a amneziei și intensitatea afectării memoriei depind de o multitudine de factori între care cei mai importanți sunt medicamentul specific folosit, calea de administrare (oral, intramuscular, intravenos) și doza administrată.[8]
- efecte asupra somnului - per total benzodiazepinele cresc durata somnului și pragul necesar stimulilor pentru trezire. Durata somnului REM și a fazelor NREM1 și NREM3 este scurtată, însă durata fazei NREM2 este prelungită semnificativ, aceasta fiind cea care se corelează cu percepția subiectivă raportată a unui somn ”liniștit și odihnitor”[1][9].Totuși, scurtarea durate somului REM ar putea avea implicații complexe, spre exemplu asupra capacității de concentrare sau a creșterii în greutate.[9] În cazul sistării bruște a utilizării benzodiazepinelor (după o perioadă de uz regulat) poate apărea în cazul unor persoane episoade de insomnie (efect de ”rebound”)  în general descrisă ca o scurtare a duratei somnului mai frecvent decât ca o dificultate de adormire.[1]
- efect anticonvulsivant - benzodiazepinele cresc pragul de apariție al crizelor epileptice și blochează propagarea activității electice aberante la nivel cerebral, această clasă reprezentând la momentul actual medicația de elecție (prima linie) pentru pacienții aflați în status epileptic (efectul lor fiind însă influențat de durata de la intrarea în status epilepticus până la administrarea benzodiazepinei)[10]

În ansablu efectele benzodiazepinelor la nivelul sistemului nervos central pot fi conceptualizate ca potențări la diferite nivele a circuitelor GABA-ergice cu rol inhibitor (spre exemplu la nivelul neuronilor din sistemul monoaminelor care au rol atât în menținerea stării de veghe și de alertă cât și în mecanismele de frică și de pedeapsă) Efectul lor este însă complet dependent de eliberearea presinaptică de acid gama-aminobutric GABA în sine, în absența acesteia sistemele fiind inactive în ciuda potențării datorate benzodiazepinei.

#### 2. Efecte sistemice ale benzodiazepinelor
- Sistemul respirator - în general benzodiazepinele nu afectează respirația în doze uzuale (sedative, hipnotice) la persoanele cu funcție hepatică și pulmonară în limite normale și deprimă ușor funcția respiratorie la doze pre-anestezice. Chiar în doze mari (abuz) ele tind să cauzeze apnee (oprirea respirației) doar în combinație cu alte substanțe inhibitoarea ale sistemului nervos central (alcool etilic, opioide, etc.)[1]. În cazul persoanelor care suferă de sindromul de apnee obstructivă în somn (SAOS) utilizarea benzodiazepinelor în scop hipnotic poate duce la înrăutățirea episoadelor de apnee[11]
- Sistemul cardiovascular - în general benzodiazepinele nu afectează activitatea cardiacă în doze usuale (sedative, hipnotice) dar în dozele pre-anestezice ele scad tensiunea arterială (prin acțiune periferică sau inhibiția funcției ventriculare stângi, în funcție de preparat) și cresc frecvența cardiacă.În doze mari midazolamul scade considerabil perfuzia cerebrală și asimilarea oxigenului la nivel cerebral.[1]
- Sistemul digestiv - diazepamul inhibă secreția gastrică nocturnă bazală[12] (mai puțin efecient decât alte clase de medicamente utilizate de regulă în acest scop)
- Sistemul muscular - efect miorelaxant (relaxare musculară)

Astfel, din punct de vedere al clasificării benzodiazepinele sunt: sedative, hipnotice, anxiolitice, anticonvulsivante (antiepileptice) și miorelaxante.

#### 3.Principalele efecte adverse
Benzodiazepinele sunt medicamente în general bine tolerate și au un profil de siguranță superior altor tanchilizante (ex: barbiturice, unele antipshihotice), totuși acestea prezintă o serie de efecte adverse caracteristice întregii clase (care pot însă să difere considerabil de la un preparat la altul). Majoritatea efectelor adverse apar în primele săptămâni de utilizare și multe dintre acestea scad în frecvență și intensitate în administrarea prelungită sau la scăderea treptată a dozei. Întreruperea bruscă a terapiei cu benzodiazepine are risc crescut de apariție a afectelor adverse și de revenire a acuzei inițiale (insomnie, anxietate) în episoade chiar mai severe, motiv pentru care recomandarea generală este de reducere treptată a dozelor administrate pe o perioadă mai lungă de timp (conform inidcațiilor pentru fiecare preparat în parte).
- Psihice: depresie, anxietate (paradoxal), confuzie, dezorientare, afectarea libidoului, modificări bruște de dispoziție
- Neurologice: somnolență (considerată efect advers când persistă la trezire dacă medicația a fost administrată înainte de culcare), tulburări de memorie (în special amnezie anterogradă), tulburări de coordonare, ataxie, tulburări de vorbire, amețeală, tulburări de gândire (frecvent mai puțin pronunțate decât afectarea motorie)[1], hipersomnie.
- Nespecifice: greață, modifcări în greutatea corporală, iritabilitate

Este cunoscută posibilitatea apariției unor efecte paradoxale la inițierea tratamentului cu benzodiazepine (agitație, nervozitate, insomnie, disforie, tremor, coșmaruri, comportament bizar de tip dezinhibare, etc.)

### Benzodiazepinele și alcoolul
Utilizarea benzodiazepinelor în combinație cu consumul de alcool etilic (chiar și în cantitate redusă) este problematică și strict contraindicată datorită efectului aditiv (alcoolul etilic acționează ca un agonist la nivelul receptorilor GABA) care duce la creșterea riscului și a intensității efectelor adverse, în special în cazul amneziei și a modificărilor bruște de dispoziție, putând de asemenea cauza modificări de comportament. Există la ora actuală alternative terapeutice pentru gestionarea anxietății sau a insomniei la pacienții care continuă consumul de alcool.
Benzodiazepinele pot fi utilizate în tratamentul sevrajului alcoolic datorită eficacității lor în combaterea principalelor mecanisme nocive care apar la întreruperea consumului cronic de alcool (hiperactivitatea noradrenergică și supra-activarea axului hipotalamo-hipofizo-adenocortical)

### Farmacocinetică (efectele organismului asupra benzodiazepinelor)[1]

#### Absorbție
Toate benzodiazepinele utilizate în practică se absorb complet la nivel intestinal (cu excepția clorazepat-ului [Tranxene™] care este decarboxilat rapid sub acțiunea sucului gastric fiind transformat in nordazepam)

#### Distribuție
Benzodiazepinele și metaboliții lor activi se leagă de proteinele plasmatice în proporție specifică fiecărui preparat în parte (in funcție de coeficientul de partiție ulei:apă).Odată prezente în sânge ele difuzează rapid la nivelul creierului și al altor organe bogat vascularizate (astfel în practica clinică concentrația de benzodiazepine la nivelul lichidului cefalorahidian este considertă egală cu concentrația plasmatică la oricare moment dat).Ulterior are loc distribuția în organele mai slab perfuzate și depozitele de grăsime (tot în conformitate cu coeficientul de partiție alcool:apă).
Metabolizare
Majoritatea benzodiazepinelor sunt metabolizate extensiv la nivelul ficatului, în general prin intermediul citocromului CYP 3A4 sau 2C19 (însă unii reprezentanți cum ar fi oxazepamul sunt direct conjugați enzimatic în reacții de faza 2). Multe benzodiazepine au metaboliți activi cu biodisponibilitate mult mai mare față de substanța părinte, astfel apărând în aceste cazuri o lipsă de corelație între timpul de înjumătățire al substanței părinte și efectele clinice alre preparatului. Ca perspecitvă generală, metabolismul benzodiazepinelor poate fi schematizat în 3 faze :
1. Faza 1 - Reacții de N-dezalchilare a compușilor cu substituenți în pozițiile 1 sau 2
2. Faza 2 - Reacții de hidroxilare în poziția 2
3. Faza 3 - Reacții de conjugare (de regulă glucurono-conjugare)

Se remarcă faptul că unii compuși disponibili spre administrare sunt transformați în cadrul metabolizării (în fazele 1 și 2) în compuși care sunt ei înșiși disponibili ca preparat farmaceutic de sine stătător (ex: diazepamul și clonazepatul sunt dezalchilați la lorazepam care este apoi hidroxilat la oxazepam).
Excreție
Majoritatea benzodiazepinelor sunt excretate la nivel renal.

#### Clasificare în funcție de timpul de înjumătățire(t1/2)
- benzodiazepine cu durată de acțiune ultra-rapid: Remimazolam
- benzodiazepine cu durată de acțiune rapidă: Midazolam, Triazolam, Cinolazepam [Gerodorm™]
- benzodiazepine cu durată de acțiune intermediară: Alprazolam [Xanax™],Lorazepam [Anxiar™], Estazolam, Temazepam, Oxazepam
- benzodiazepine cu durată de acțiune lungă: Diazepam, Flurazepam* (*datorită metabolitului activ dezalchilat), Quazepam, Clorazepat

## Biochimie
Ținta moleculară pentru acțiunea benzodiazepinelor este receptorul GABAA, de care se leagă însă pe un situs distinct de cel al acidului gama-aminobutiric GABA (interfața subunitățiilor α/γ). Receptorul GABAA este principalul receptor inhibitor al sistemului nervos central și este în fapt un canal transmembranar ligand-dependent pentru pasajul anionilor (ionii de clor) cu structură pentamerică (cu 5 subunități dintre 19 izoforme, fapt ce explică o mare eterogenitate între acești receptori). Benzodiazepinele acționează la nivelul receptorului GABAA în sensul potențării efectului acidului gama-aminobutric (prin creșterea frecvenței de deschidere a canalului anionic în prezența GABA) însă spre deosebire de compușii barbiturici acestea nu activează în mod direct receptorul (în locul moleculei GABA) nici chiar la concentrații ridicate.